# اسلاوی ژیژک
اِسلاوُی ژیژِک ((به اسلونیایی: Slavoj Žižek); ‎i‎/ˈslɑːvɔɪ ˈʒiːʒɛk/‎ SLAH-voy ZHEE-zhek; Slovene: [ˈslaʋɔj ˈʒiʒɛk]؛ زادهٔ ۲۱ مارس ۱۹۴۹) فیلسوف، نظریه‌پرداز، جامعه‌شناس، منتقد فرهنگی و سیاست‌مدار اسلوونیایی است.

## زندگی
او در لیوبلیانا به دنیا آمد و دکترای فلسفه‌اش را از دانشگاه لیوبلیانا دریافت کرد. در سال ۱۹۹۰ به عنوان کاندیدای ریاست جمهوری از سوی حزب لیبرال دموکرات اسلوونی معرفی شد. ژیژک فیلسوف و نظریه‌پرداز انتقادی است که بخش عمدهٔ کارش در سنت فلسفی هگلی، مارکسیسم و نیز روانکاوی لاکانی است. او فعالیت‌های چشمگیری در زمینهٔ نظریهٔ سیاسی، نظریه فیلم و روانکاوی نظری داشته است.
شهرت ژیژک برای احیای روانکاوی ژاک لاکان برای یک خوانش جدید از فرهنگ عامه است. او رسالات گوناگونی دربارهٔ موضوعات گوناگون نگاشته است. موضوعاتی چون جنگ عراق، بنیادگرایی، سرمایه‌داری، رواداری، حقیقت سیاسی، جهانی‌سازی، سوبژکتیویته، حقوق انسانی، لنین، اسطوره، فضای مجازی، پسامدرنیسم، چندفرهنگ‌گرایی، پست مارکسیسم، آلفرد هیچکاک و دیوید لینچ. او به شوخی در مصاحبه با یک نشریهٔ اسپانیایی خود را یک استالینیست لاکانی تندرو معرفی کرده است.
نخستین کتاب ژیژک به زبان انگلیسی، اثر موفق او با عنوان ابژه متعالی ایدئولوژی (۱۹۸۹) است که در معرفی اندیشه مکتب لیوبلیانا به مخاطبان انگلیسی‌زبان نقش مهمی داشت. او بیش از ۵۰ کتاب به زبان‌های مختلف نوشته است که بیش از نیمی از آنها در ایران به زبان فارسی ترجمه و منتشر شده است.

## دیدگاه‌ها

### دیدگاه‌های اجتماعی
اسلاوی ژیژک در گفتگوی خود با پادکست رابینسون ارهارت به سخت‌گیریِ سهل‌انگاران در دنیای معاصر اشاره می‌کند و از جمله به چنین تناقضی در جریان ووک می‌پردازد. در اوایل این گفتگو رابینسون ارهارت به ژیژک می‌گوید: گمان می‌کنم زمانی که می‌گویید «امروزه بیش از هر دوره‌ای به روانکاوی نیاز داریم» مقصودتان از روانکاوی بیش از آنکه شیوه‌ای برای درمان مشکلات فردی باشد، شیوه‌ای برای نقد فرهنگی و اجتماعی است. آیا درست فکر می‌کنم؟
ژیژک در پاسخ می‌گوید: بله، هرچند من روانکاوی را به شیوه‌ای برای درمان اجتماع تنزل نمی‌دهم؛ زیرا آنچه برای فروید واضح بود و آنچه ما امروزه باید پیوسته در ذهن داشته باشیم این است که تصورات دربارهٔ کهن‌الگوهای روان‌شناسی اشتباه است. به عنوان نمونه فرض کنید شما مشکلاتی از حیث ناتوانی جنسی دارید، آنگاه روانکاوی وارد عمل می‌شود و شما را قادر می‌سازد که بر این مشکل فائق آیید؛ مثلاً اگر ممنوعیت‌هایی در ناخودآگاه شما وجود دارد روانکاوی این ممنوعیت‌ها را بر ملا می‌کند یا کمک می‌کند از سلطه‌های سرکوب‌گرانه نظیر سلطه پدرانه رها شوید تا نتیجه نهایی این باشد که بتوانید به کامیابی دست یابید. این تصور عمومی از فروید است، اما فروید این نیست. فروید را امروزه، خصوصاً فمینیست‌ها، متهم به سوگیریِ پدرسالارانه می‌کنند. درحالی‌که فروید متناقض‌نمایی که در دوران امروزی با آن مواجهیم را آشکار می‌سازد. اینجاست که روانکاوی، نه دقیقاً به تعبیر فرویدی بلکه به معنی تطوریافته‌اش، می‌تواند به ما کمک کند. متناقض‌نمای امروزی این است که امروزه درحالی‌که ما در جوامع سهل‌انگار زندگی می‌کنیم و با اقسام گوناگونی از آسانگیری مواجهیم، اما این سهل‌انگاری به جای این که به ما زندگی‌های آزاد و لذت‌بخش بدهد باعث تولید نسخه‌ای منحصر به فرد از سرکوب و مقررات‌سازی شده است.
ژیژک در توضیح این نکته می‌گوید: آنچه حقیقتاً توجه من را جلب می‌کند این است که در زمینه سهل‌انگاری و این شیفتگی وافر نسبت به فائق آمدن بر محدودیت‌ها که در قالب‌هایی نظیر جریان وُوک (woke) و می تو (me too) خودنمایی می‌کند اصل ایده بر مبنای سهل‌انگاری (permissiveness) است؛ مثلاً این که تمامی گرایش‌های فرعیِ جنسی باید مجاز شود و دشمن بزرگ عبارت است از سرکوبِ پدرانه یا پدرسالارانه. ولی چه چیزی به عنوان نتیجه نهاییِ این سهل‌انگاری عایدمان می‌شود؟ وجاهت سیاسی (political correctness) عایدمان می‌شود که من با اهدافش علیه نژادپرستی یا تبعیض جنسی مخالف نیستم، اما با شکل آن مخالفم. از لحاظ شکلی، این جریانات علیه سرکوب است اما نحوه عملکرد آن از حیث اجتماعی، شیوه‌ای است به شدت مستبدانه و تفرقه‌افکنانه و سرکوب‌گرانه. آنچه برای من جالب است این است که این جریان به صورت بالفعل (de facto) مجموعه‌ای از محدودیت‌ها تحمیل می‌کند: نباید از این واژه استفاده کنید، نباید این کار یا آن رفتار را انجام دهید. منطق این جریان بسیار سخت‌گیرانه است. همان‌طور که می‌دانیم افرادی هستند که آن‌ها را می‌شناسیم و نامشان را نمی‌برم و این افراد مسیر شغلیِ حرفه‌ای‌شان از بین رفته است به خاطر گفتن یا نوشتن چیزی که شاید با سلیقه آن جریان همخوانی نداشته یا اشتباه بوده اما آنقدر هم حرف وحشتناکی نبوده است. این منطق برای من جالب است که چگونه سهل‌انگاری به نقطه متضاد خودش تبدیل می‌شود.

### نظریات سینمایی
ژیژک یک نظریه‌پرداز سینمایی نیز هست. او از تفسیر روانکاوانهٔ لاکانی برای ایجاد یک نظریهٔ سینمایی و یک شیوهٔ نقد جدید استفاده کرده است. به اعتقاد رابرت استم، او از فیلم‌های سینمایی برای شرح نظریات لاکان استفاده می‌کند و در فیلم‌های سینمایی مثال‌هایی می‌یابد که حتی از خود لاکان هم افکار روانکاوانهٔ او را بهتر شرح می‌دهند. ژیژک به بررسی میل و فانتزی ناخودآگاه، امر واقعی و ابژهٔ والای ایدئولوژی در فیلم‌ها می‌پردازد و از این راه یک تأویل روانکاوانه در باب سینما می‌سازد. لینچ و هیچکاک دو فیلم‌ساز مورد علاقهٔ ژیژک هستند که تفسیر آثار آن‌ها بیش از همه مورد توجهش بوده‌اند.

## نقد به ژیژک
اندیشمندان بسیاری نوشته‌های ژیژک را بی‌اعتبار و فاقد معنا می‌دانند. نوآم چامسکی نوشته‌های ژیژک را ژست‌گیری‌های توخالی خواند و سبک و روش او در برابر «گزاره‌های آزمون‌پذیر تجربی» حوزه‌های «جدی» تر مانند علوم دقیق قرار داد. چامسکی بر این باور است که کار ژیژک را اصلاً نباید جدی گرفت. جان گری، فیلسوف بریتانیایی از ژیژک به خاطر ستایش خشونت و سخنان مهمل و توخالی انتقاد کرد. از نظر گری ژیژک خود یکی از محصولات کالایی سرمایه‌داری است «ژیژک در شاهکاری عظیم از تولیدات فکری بی‌شمار، نقدی تخیل‌آمیز از نظم کنونی ارائه کرده است؛ نقدی که مدعی طرد و انکار هر آن چیزی است که در حال حاضر وجود دارد. او به معنایی واقعاً هم این کار را می‌کند، اما هم‌زمان به بازتولید همان دینامیسم ضروری و بی‌هدفی نیز می‌پردازد که در عملکرد سرمایه‌داری می‌بیند.»

## سرقت ادبی
اسلاوی ژیژک در سال ۲۰۱۴ به سرقت فکری از مجله نژادپرستانهٔ رنسانس آمریکایی متهم شده است. رنسانس آمریکایی یک مجله محافظه‌کار متعلق به «سفیدهای ناسیونالیست» آمریکایی است که سازمان‌های غیردولتی حقوق بشری آن را به عنوان یک گروه ناسیونالیستی «نفرت‌پراکن» رده‌بندی کرده‌اند. جیمز ویلیامز، سردبیر ارشد جستار انتقادی که یادداشت ژیژک را سال ۲۰۰۶ منتشر کرده بود، در گفتگو با نیوزویک تأیید کرد که ژیژک «قطعاً» از یادداشت هورنبک استفاده کرده است. وی افزود: «ما متاسفیم که چنین اتفاقی افتاده. اگر می‌دانستیم ژیژک در حال سرقت فکری است، قطعاً از او می‌خواستیم که پاراگراف‌های غیرقانونی را حذف کند». هورنبک نیز در گفتگو با نیوزویک تأکید کرد که «هر کس دو متن را کنار هم بگذارد، می‌فهمد ژیژک سارق فکری است.»

## نامهٔ ژیژک به منینگ
۱۷ دسامبر روز تولد افشاگر و افسر نظامی آمریکایی چلسی منینگ، گاردین از تنی چند از روشنفکران و هنرمندان از جمله اسلاوی ژیژیک خواسته بود تا سالروز تولد وی را به او تبریک بگویند. متن نامه ژیژیک:
چلسی عزیز.

غالباً می‌شنویم که چپ رادیکال امروز از طرح‌ریزی یک بدیل عملی ناتوان است. آنچه تو انجام دادی به سادگی یک بدیل بود. به قول گاندی؛ تو خودْ تغییری هستی که در پی‌اش بودی…

## در ارتباط با ایران

### خیزش ۱۴۰۱ ایران
ژیژک در پیامی گفت رخدادهای خیزش ۱۴۰۱ ایران «معنا و اهمیتی تاریخی و جهانی» دارد. او گفت در جنبش امروز ایران که ترکیبی از مبارزات مختلف است «زنان و مردان در کنار یکدیگر ایستاده‌اند و دشمن آنها بنیادگرایی دینی است که از پشتوانه ترور و اختناق حکومتی برخوردار است. مبارزه ایرانی‌ها مبارزه همه ماست.»

### نشست علمی دانشگاه تهران
در خرداد ۱۴۰۰ دانشگاه تهران میزبان نشستی علمی با حضور اسلاوی ژیژک و نادیا مفتونی بود. ژیژک در این نشست به تشریح ابعاد گوناگونی از اندیشه خود از جمله در باب مفهوم خیال پرداخت. او در این راستا به تبیین جایگاهی که آثار مفتونی در زمینه خیال دارد اشاره کرد. وی دربارهٔ مفتونی گفت: «من کار نادیا مفتونی را به دلیل خیلی مشخصی دنبال می‌کنم. علاقه من به آثار او علاقه‌ای عمومی نیست. معتقدم کاری که او با تمرکز بر مفهوم خیال انجام می‌دهد به ما می‌گوید که اگر به شیوه درستی بر این مفهوم تمرکز کنیم، این امر یک روشنایی جدید و چشم‌اندازی را که به طرز شگفت‌انگیزی سازنده است در زمینه شیوه‌ای که امروز باید سنت فلسفی و دینی و غیره خود را خوانش کنیم ایجاد می‌کند. اکنون به این مهم می‌پردازم که کار نادیا مفتونی برای من چه معنایی دارد. این شاید یک خوانش ناپرورده باشد اما می‌خواهم دیدگاه خودم را بی‌رحمانه تحمیل کنم. او در مباحثش پیرامون خیال نشان می‌دهد که فلسفه کهن اسلامی قبلاً مسیری را که می‌خواهم درباره‌اش صحبت کنم طی کرده است؛ یعنی او فراتر از ارسطو می‌رود. ارسطو یک نظریه خیال دارد که اگر برخی اشارات جزئی جسورانه را از این نظریه حذف کنیم با یک نظریه بسیار سنتی دربارهٔ خیال مواجهیم. نکته اصلی مد نظر من این است: ما در غرب معمولاً خیال را به امری ذهنی در مقابل واقعیت عینی تقلیل می‌دهیم. چنان‌که گویی امور و اشیاء در جهان خارج وجود دارد و هویت‌شان همان است که هست و شاید این هویت کاملاً برای ما شناخته‌شده نباشد اما در عالم خارج وجود دارد و آنگاه قائلیم که خیال امری ذهنی است، یعنی ما چیزی را بر اشیاء معطوف می‌کنیم و جاهای خالی در شناخت خود را پُر می‌کنیم. اما معتقدم چیزی که ما از سنت فکری شما می‌آموزیم و این سنت فکری به من نزدیک است، یعنی به ایدئالیسم آلمانی و هگل و دیگرانی در قرن بیستم نزدیک است و به دلالت‌های فلسفی فیزیک کوانتوم نزدیک است، این است که از جهت عینی هم نمی‌توان گفت که امور و اشیاء همان چیزهایی هستند که می‌نمایند. آنچه یک چیز هست فی‌الجمله دلالت بر فضای یک نوع خیال هستی‌شناختی دارد؛ یعنی خیال در درون خود یک چیز: آنچه این چیز می‌توانست بوده باشد اما نشد، و ظرفیت‌های بالقوه پنهانی که در آن چیز وجود دارد. در نتیجه شناخت یک چیز مستلزم این نیست که صرفاً ذهن خود را فراموش کنیم و بر این تمرکز کنیم که آن چیز واقعاً چیست. بلکه برای شناخت یک چیز لازم است خود را در هویت آن و تمامی ظرفیت‌های بالقوه‌اش دخیل کنیم. مفتونی در آثارش دربارهٔ خیال نشان می‌دهد که فلسفه اسلامی قبلاً این مسیر را طی کرده است.»

### حضور در برنامه جیوگی
اسلاوی ژیژک با حضور اینترنتی در برنامه تلویزیونی جیوگی که از شبکه دو صدا و سیما پخش می‌شد، به گفتگو با میلاد دخانچی پرداخت. در این گفتگو که قسمت اول آن در ۱۲ بهمن ۱۳۹۵ پخش شد، ژیژک به بحران‌های جهانی، علت حمایت تعجب‌برانگیز خود از دونالد ترامپ، ریشه‌های سرمایه‌داری داعش و افول جریان چپ جهانی پرداخته است. در بخش دوم گفتگو، ژیژک به اهمیت ایران به عنوان جریان نه شرقی و نه غربی پرداخته و از اهمیت ایرانی فرهنگی و علاقه خود به سفر به ایران صحبت به میان آورده است.

## گزیده کتاب‌شناسی
- بهشت در بی نظمی / هرج و مرج[۱۱]

### ترجمه به فارسی
- رخداد، سفری فلسفی از دل یک مفهوم، ترجمهٔ محسن ملکی، بهزاد صادقیان، تهران: نشر بان، ۱۴۰۰.
- "لچکی به مثابه یک پارالاکس معمارانه و دیگر پدیده‌های مرتبط به کشمکش‌های طبقاتی" در کتاب نظریه‌های زیبایی‌شناسی، ترجمه احسان حنیف، تهران: فکرنو، ۱۳۹۹.
- پاندمی کرونا دنیا را تکان می‌دهد، سه نسخه متفاوت ترجمه از :"هوشمند دهقان"، "نوید گرگین" و "شهریار پاک نیا (ویراستاری بیژن عبدلکریمی)")، ۱۳۹۹.
- "درس رانسیر" و "سوبژکتیوشدن سیاسی و فراز و فرودهای آن" در کتاب سیاست ورزی زیبایی‌شناسی، ترجمه فتاح محمدی، تهران: هزاره سوم، ۱۳۹۳.
- نقد باورهای مغرب زمین، ترجمه کیوان آذری، اردبیل: محقق اردبیلی، ۱۳۹۳.
- عینیت ایدئولوژی، ترجمه علی بهروزی، تهران: طرح نو، ۱۳۹۰.
- از نشانگان خود لذت ببرید!: ژاک لاکان در و بیرون از هالیوود، ترجمه فتاح محمدی، تهران: هزاره سوم، ۱۳۸۹.
- کژ نکریستن: مقدمه ای بر ژاک لاکان از طریق فرهنگ عامه، ترجمه مازیار اسلامی و صالح نجفی، تهران: رخداد نو، ۱۳۸۸.
- وحشت از اشک‌های واقعی: کریستوف کیشلوفسکی در میان نظریه و پسانظریه، ترجمه فتاح محمدی، تهران: هزاره سوم، ۱۳۸۸.
- به برهوت حقیقت خوش آمدید، ترجمه فتاح محمدی، تهران: هزاره سوم، ۱۳۸۵.
- هنر امر متعالی مبتذل: دربارهٔ بزرگراه گمشده دیوید لینچ، ترجمه مازیار اسلامی، تهران: نشر نی، ۱۳۸۴.